# Lei Carolina Dieckmann
A Lei Carolina Dieckmann é como ficou conhecida a Lei Brasileira 12.737/2012, sancionada em 30 de novembro de 2012 pela então presidente Dilma Rousseff, que promoveu alterações no Código Penal Brasileiro (Decreto-Lei 2.848 de 7 de dezembro de 1940), tipificando os chamados delitos ou crimes informáticos. A legislação é oriunda do Projeto de Lei 2793/2011, apresentado em 29 de novembro de 2011, pelo Deputado Paulo Teixeira (PT-SP), que tramitou em regime de urgência e em tempo recorde no Congresso Nacional, em comparação com outros projetos sobre delitos informáticos que as casas de leis apreciavam (como, por exemplo, o PL 84/1999, a "Lei Azeredo",  também transformado em lei ordinária 12.735/2012 em 3 de dezembro de 2012). 
O Projeto de Lei que resultou na "Lei Carolina Dieckmann" foi proposto em referência e diante de situação específica experimentada pela atriz, em maio de 2012, que teve arquivos copiados de seu computador pessoal, 36 (trinta e seis) fotos em situação íntima e conversas, que acabaram divulgadas na Internet sem autorização.

## Crimes
Os delitos previstos na Lei Carolina Dieckmann são:
- 1) Art. 154-A - Invasão de dispositivo informático alheio, conectado ou não à rede de computadores, mediante violação indevida de mecanismo de segurança e com o fim de obter, adulterar ou destruir dados ou informações sem autorização expressa ou tácita do titular do dispositivo ou instalar vulnerabilidades para obter vantagem ilícita. Pena - detenção, de 3 (três) meses a 1 (um) ano, e multa.
- 2) Art. 266 - Interrupção ou perturbação de serviço telegráfico, telefônico, informático, telemático ou de informação de utilidade pública  - Pena - detenção, de um a três anos, e multa.
- 3) Art. 298 - Falsificação de documento particular/cartão - Pena - reclusão, de um a cinco anos e multa.

4) Art.154-B 
A "Lei Carolina Dieckmann" entrou em vigor no dia 02 de abril de 2013.